# إيرفن ين
إيرفن ين هو سياسي تايواني، ولد في 1954 في تايبيه في تايوان. حزبياً، نشط في الحزب الجمهوري.